# Aburacu
Aburacu (japonsky 油津駅, Aburacu-eki) je železniční stanice společnosti JR Kjúšú na trati Ničinan. Zastavují zde osobní i spěšné vlaky.

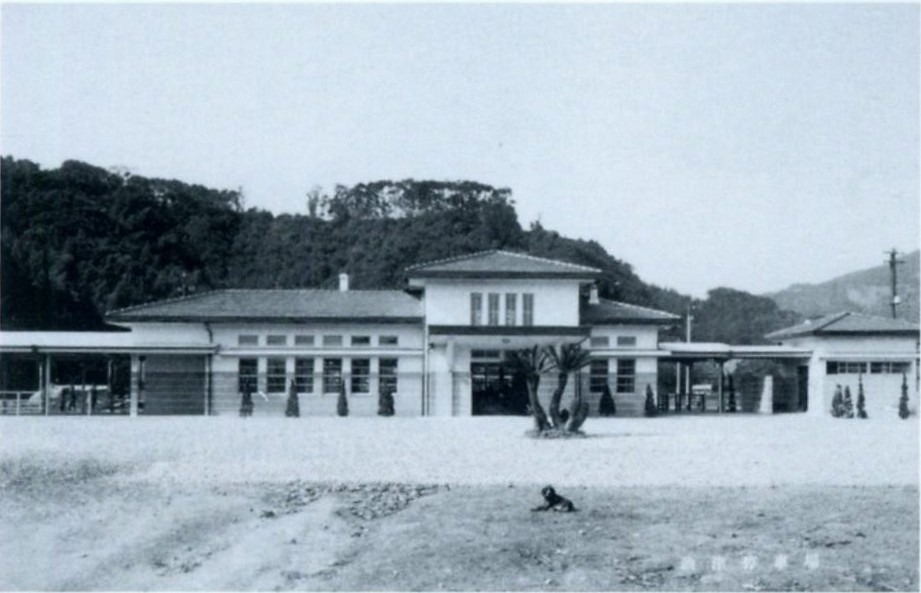
Dobová fotografie staniční budovy (1937)